# 阿塔富環礁

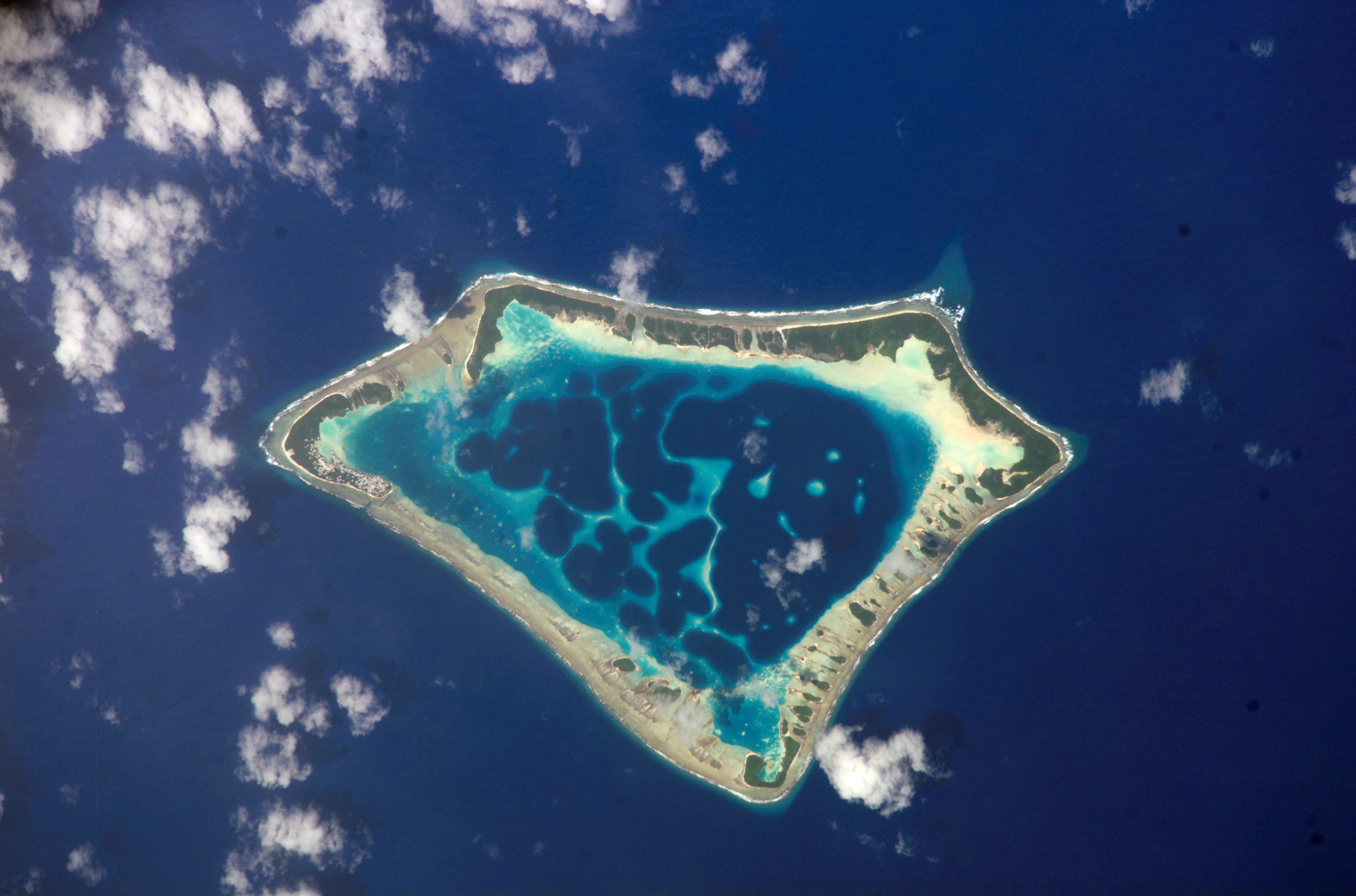

阿塔富環礁（英語：Atafu）是南太平洋的環礁，由新西兰属地托克劳管辖，長6.5公里、寬5.5公里，土地面積2.5平方公里，潟湖面積15平方公里，2006年人口524人。

## 外部連結
- History and map （页面存档备份，存于）
- Satellite image （页面存档备份，存于）

8°33′06″S 172°30′03″W / 8.55167°S 172.50083°W